# Маунт-Клеменс (Мічиган)
Маунт-Клеменс (англ. Mount Clemens) — місто (англ. city) в США, в окрузі Маком штату Мічиган. Населення — 15 697 осіб (2020).

## Географія
Маунт-Клеменс розташований за координатами 42°35′53″ пн. ш. 82°52′53″ зх. д. / 42.59806° пн. ш. 82.88139° зх. д. (42.598055, -82.881506).  За даними Бюро перепису населення США в 2010 році місто мало площу 10,88 км², з яких 10,54 км² — суходіл та 0,34 км² — водойми.

## Демографія
Згідно з переписом 2010 року, у місті мешкало 16 314 осіб у 6714 домогосподарствах у складі 3542 родин. Густота населення становила 1500 осіб/км².  Було 7582 помешкання (697/км²).
Расовий склад населення:
| - 70,0 % — білих - 24,8 % — чорних або афроамериканців - 0,5 % — азіатів - 0,3 % — корінних американців |

До двох чи більше рас належало 3,6 %. Частка іспаномовних становила 2,9 % від усіх жителів.
За віковим діапазоном населення розподілялося таким чином: 20,6 % — особи молодші 18 років, 66,4 % — особи у віці 18—64 років, 13,0 % — особи у віці 65 років та старші. Медіана віку мешканця становила 38,3 року. На 100 осіб жіночої статі у місті припадало 106,2 чоловіків;  на 100 жінок у віці від 18 років та старших — 106,4 чоловіків також старших 18 років.
Середній дохід на одне домашнє господарство  становив 48 188 доларів США (медіана — 35 653), а середній дохід на одну сім'ю — 60 146 доларів (медіана — 47 407). Медіана доходів становила 47 466 доларів для чоловіків та 33 359 доларів для жінок. За межею бідності перебувало 22,3 % осіб, у тому числі 37,2 % дітей у віці до 18 років та 14,7 % осіб у віці 65 років та старших.
Цивільне працевлаштоване населення становило 6524 особи. Основні галузі зайнятості: освіта, охорона здоров'я та соціальна допомога — 24,8 %, виробництво — 18,5 %, роздрібна торгівля — 11,1 %, мистецтво, розваги та відпочинок — 10,6 %.